# Perror
Функція perror — функція стандартної бібліотеки мови програмування С, котра друкує повідомлення про помилку в stderr на основі значення глобальної змінної errno.
Визначення функції perror вперше з'явилося у першій редакції System V Interface Definition.

## Використання

### Підключення заголовочоного файлу
C
```
#include
 
<stdio.h>

```

C++
```
#include
 
<stdio>

```

### Прототип функції
```
void
 
perror
(
const
 
char
*
 
prefix
);

```

### Приклад коду
```
#include
 
<stdio.h>

int
 
main
 
()

{

        
FILE
 
*
fd
;

        
fd
 
=
 
fopen
 
(
"/home/sashko/file.txt"
,
 
"r"
);

        
if
 
(
fd
 
==
 
NULL
)

                
perror
 
(
"Виникла наступна помилка"
);

        
else

                
fclose
 
(
fd
);

        
return
 
0
;

}

```